# Darrell Jackson
Darrell Jackson (Dayton, 6 dicembre 1978) è un ex giocatore di football americano statunitense scelto nel draft NFL 2000 dai Seattle Seahawks. In carriera ha giocato anche con i San Francisco 49ers e i Denver Broncos.

## Carriera professionistica
Al debutto come rookie "stagione 2000" ha giocato 16 partite di cui 9 da titolare facendo 53 ricezioni per 713 yard con 6 touchdown e 2 fumble entrambi persi, una corsa perdendo una iarda, e un fumble recuperato per 18 yard.
Nel 2º anno "stagione 2001" ha giocato 16 partite tutte da titolare facendo 70 ricezioni per 1081 yard con 8 touchdown, una corsa per 9 yard ed 3 tackle da solo.
Nel 3º anno "stagione 2002" ha giocato 13 partite tutte da titolare facendo 62 ricezioni per 877 yard con 4 touchown e 2 fumble, 3 corse per 3 yard, 4 ritorni su punt per 32 yard con un fumble, un tackle da solo, 3 fumble in totale perdendone 2.
Nel 4º anno "stagione 2003" ha giocato 16 partite tutte da titolare facendo 68 ricezioni per 1137 yard con 9 touchdown e un fumble perso ed un tackle da solo.
Nel 5º anno "stagione 2004" ha giocato 16 partite tutte da titolare facendo 87 ricezioni per 1199 yard con 7 touchdown e 2 fumble di cui uno perso ed un tackle da solo.
Nel 6º anno "stagione 2005" ha giocato 6 partite tutte da titolare facendo 38 ricezioni per 482 yard con 3 touchdown, una corsa per 7 yard e arrivando fino al Super Bowl XL, perso contro i Pittsburgh Steelers.
Nel 7º anno "stagione 2006" ha giocato 13 partite tutte da titolare facendo 63 ricezioni per 956 yard con 10 touchdown"record personale" e un fumble , infine 5 tackle"record personale" da solo.
Nell'8º anno "stagione 2007" è passato ai 49ers ed ha giocato 15 partite tutte da titolare facendo 46 ricezioni per 497 yard con 3 touchdown e un fumble poi recuperato, un tackle da solo ed un altro fumble recuperato.
Nel 9º anno "stagione 2008" è passato ai Broncos dove ha giocato 12 partite di cui 2 da titolare facendo 12 ricezioni per 190 yard con un touchdown e un tackle da solo. A fine stagione si è ritirato dal football professionistico.

## Palmarès

### Franchigia
- National Football Conference Championship: 1

Seattle Seahawks: 2005

### Individuale
- PFWA All-Rookie Team - 2000
- 50 migliori giocatori del 50º anniversario dei Seahawks